# 봉태규
봉태규(奉太奎, 1981년 5월 19일~)는 대한민국의 배우이자 모델이다. 2001년 모델로 데뷔한 후, 2003년 드라마 "옥탑방 고양이"에서 연기자로 첫 발을 내디디며 대중의 주목을 받았다. 이후 다양한 작품에서 인상 깊은 연기를 선보이며 출연 경력을 쌓아갔다. 봉태규는 자연스럽고 감정선이 깊은 연기로 많은 팬들에게 사랑받고 있으며, 모델 출신답게 뛰어난 외모와 패션 감각으로도 유명하다. 2015년 5월 9일 하시시 박과 결혼하여 슬하에 두 자녀를 두고 있다.

## 출연 작품

### 드라마
- 2003년 MBC 월화 미니시리즈 《옥탑방 고양이》 ... 남정우 역
- 2003년 MBC 일일시트콤 《논스톱 4》 ... 봉태규 역
- 2004년 SBS 드라마스페셜 《파란만장 미스김 10억 만들기》 ... 봉규 역
- 2004년 MBC 주말연속극 《한강수타령》 ... 최강수 역
- 2008년 SBS 드라마스페셜 《워킹맘》 ... 박재성 역
- 2010년 MBC 수목 미니시리즈 《개인의 취향》 ... 이원호 역 (특별출연)
- 2012년 KBS2 드라마 스페셜 《걱정마세요 귀신입니다》 ... 이문기 역
- 2015년 KBS2 드라마 스페셜 《노량진역에는 기차가 서지 않는다》 ... 모희준 역
- 2016년 병맛 웹툰 무비 《병맛웹툰무비 나는 주인공이다》 ... 주인공 역
- 2018년 SBS 드라마스페셜 《리턴》 ... 김학범 역
- 2019년 SBS 드라마스페셜 《닥터 탐정》 ... 허민기 역
- 2020년 SBS 월화 미니시리즈 《펜트하우스》 ... 이규진 역
- 2021년 SBS 금토 미니시리즈 《펜트하우스 2》 ... 이규진 역
- 2021년 SBS 금요 미니시리즈 《펜트하우스 3》 ... 이규진 역
- 2023년 tvN 주말 미니시리즈 《판도라: 조작된 낙원》 ... 구성찬 역
- 2023년 MBC 드라마넷 월화드라마 《로맨스 빌런》 ... 봉 선배 역

### 영화 출연
- 《미나문방구》 ... 최강호 역 (2013년)
- 《청춘 그루브》 ... 서창대 역 (2012년)
- 《가루지기》 ... 변강쇠 역 (2008년)
- 《두 얼굴의 여친》 ... 구창 역 (2007년)
- 《애정결핍이 두 남자에게 미치는 영향》 ... 경석 역 (2006년)
- 《가족의 탄생》 ... 경석 역 (2006년)
- 《방과후 옥상》 ... 남궁달 역 (2006년)
- 《썬데이 서울》 ... 봉도연 역 (2006년)
- 《광식이 동생 광태》 ... 유광태 역 (2005년)
- 《이공》 (2005년)
- 《그때 그사람들》 ... 삼청동 헌병 역 (2005년)
- 《아라한 장풍 대작전》 ... 봉 순경 역 (2004년, 우정출연)
- 《안녕! 유에프오》 ... 상규 역 (2004년)
- 《이십세법》 (2003년, 단편영화)
- 《바람난 가족》 ... 신지운 (2003년)
- 《튜브》 ... 고딩 남 역 (2003년)
- 《품행제로》 ... 수동 역 (2002년)
- 《정글 쥬스》 ... 땅개 역 (2002년)
- 《눈물》 ... 창 역 (2001년)

### TV출연
- 《살림하는 남자들》 (KBS2, 2016년)
- 《싱스트리트》 (Mnet, 2016년)
- 《인간의 조건 2》 (KBS2, 2015년)
- 《오늘부터 출근》 (tvN, 2014년)
- 《화신 - 마음을 지배하는 자》 (SBS, 2013년)[1]
- 《슈퍼맨이 돌아왔다》 (KBS2, 2018년 4월 15일 ~ 2019년 1월 6일)
- 《방구석 1열》 (JTBC, 2018년 5월 4일 ~ 2022년 1월 23일)
- 《식벤져스》 (올리브, 2020년)
- 《해치지 않아》 (tvN, 2021년)
- 《세계 다크투어》 (JTBC, 2022년)
- 《옥탑방의 문제아들》 (KBS2, 2022년) -게스트
- 《노머니 노아트》 (KBS2, 2023년)
- 《푸바오와 할부지》(SBS, 2023년) -게스트

### 뮤직비디오
- 꿈의 대화 / 내 마음의 보석상자 - SG워너비 (2005년)
- 둘이라서 - 이루 (2007년)
- 되돌리고 싶다 - 황치열 (2017년)

### 라디오
- 《봉태규 스타일》(MBC FM4U, 2004년)
- 《아침창》(SBS POWER FM, 2024년)

### 팟캐스트
- 《우리는 꽤나 진지합니다》 - 2017년 11월 7일부터 싱어송라이터 안승준과 함께 진행 중

## 홍보대사
- 2004년 경기도 청소년 상담실 명예홍보대사

## 수상 및 후보
| 연도 | 시상식                   | 부문                              | 작품                           | 결과 |
| ---- | ------------------------ | --------------------------------- | ------------------------------ | ---- |
| 2001 | 제38회 대종상            | 신인남우상                        | 눈물                           | 후보 |
| 2003 | 제6회 디렉터스 컷 시상식 | 올해의 신인연기자상               | 바람난 가족                    | 수상 |
| 2003 | 제24회 청룡영화상        | 남우조연상                        | 바람난 가족                    | 후보 |
| 2004 | 제41회 대종상            | 신인남우상                        | 바람난 가족                    | 후보 |
| 2004 | MBC 방송연예대상         | 코미디/시트콤부문 남자 신인상     | 논스톱 4                       | 수상 |
| 2008 | SBS 연기대상             | 드라마스페셜 부문 연기상          | 워킹맘                         | 후보 |
| 2008 | SBS 연기대상             | 프로듀서상                        | 워킹맘                         | 수상 |
| 2015 | KBS 연기대상             | 남자 연작 · 단막극상              | 노량진역에는 기차가 서지않는다 | 수상 |
| 2018 | 제54회 백상예술대상      | TV부문 남자 조연상                | 리턴                           | 후보 |
| 2018 | 제2회 더 서울어워즈      | 드라마부문 남우조연상             | 리턴                           | 후보 |
| 2018 | KBS 연예대상             | 버라이어티부문 남자 우수상        | 슈퍼맨이 돌아왔다              | 후보 |
| 2018 | KBS 연예대상             | 핫이슈 예능인상                   | 슈퍼맨이 돌아왔다              | 수상 |
| 2018 | SBS 연기대상             | 수목드라마부문 남자 우수연기상    | 리턴                           | 후보 |
| 2018 | SBS 연기대상             | 캐릭터 연기상                     | 리턴                           | 수상 |
| 2020 | SBS 연기대상             | 중·장편드라마부문 남자 우수연기상 | 펜트하우스                     | 수상 |
| 2024 | SBS 연예대상             | 라디오 DJ상                       | 아름다운 이 아침 봉태규입니다  | 수상 |